# Arylgroep
In de context van organische moleculen verwijst arylgroep naar elke functionele groep of substituent afgeleid van een simpele aromatische ring. Er zijn specifiekere termen, zoals fenyl, om ongesubstitueerde arylgroepen te benoemen (alsook gesubstitueerde groepen: zie IUPAC nomenclatuur), maar "aryl" wordt gebruikt om af te korten, of om te generaliseren. De arylgroep heeft, net als de alkylgroep één vrije binding over waarmee de groep aan "iets" anders is gebonden. Deze vrije binding zit wel aan de aromatische kern van het molecule.
De eenvoudigste arylgroep is fenyl, -C6H5; het is afgeleid van benzeen. De tolylgroep, -C6H4CH3, is afgeleid van tolueen (methylbenzeen). De xylylgroep, -C6H3(CH3)2, is afgeleid van xyleen (dimethylbenzeen).
Biarylen kunnen axiale chiraliteit vertonen.

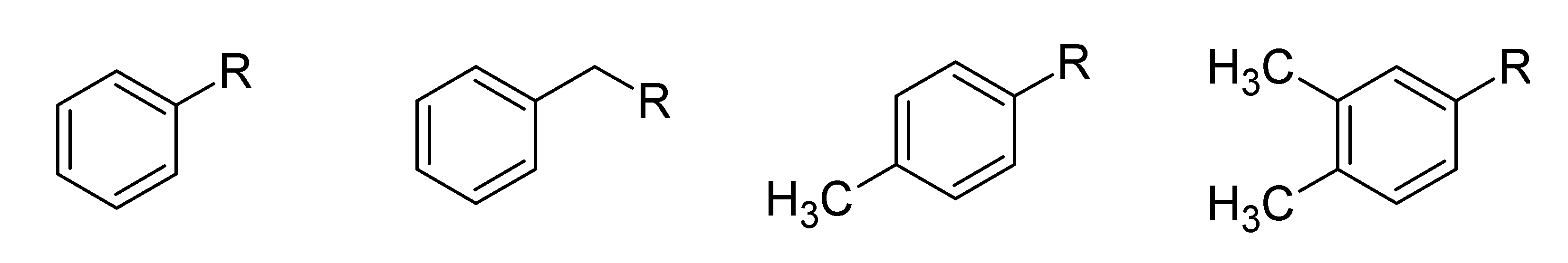
Een paar verschillende types benzeen afkomstig uit arylgroepen. V.l.n.r. fenyl, benzyl, tolyl, o-xylyl.

## Lijst van arylgroepen
Hieronder volgt een overzicht van de bestaande arylgroepen:
| - Fenyl - Benzyl - Benzoyl - Cumyl - Mesityl - Tolyl - Xylyl | - Benzohydryl - Cinnamyl - Fenethyl - Styryl - Trityl - Benzylidyn - Cinnamylideen |